# Марк Порцій Катон Салоніан Молодший
Марк Порцій Катон Салоніан Молодший (131 — 92 роки до н. е.) — політичний діяч Римської республіки.

## Життєпис
Походив з родини нобілів Порцієв Катонів. Син Марка Катона Салоніана Старшого, претора. Про молоді роки немає відомостей. Ймовірно між 110 та 102 роками до н.е. був монетаріям, карбував монети із зображенням богині Вікторії.
У 99 році до н. е. обіймав посаду народного трибуна. Під час своєї каденції спільно з Квінтом Помпеєм Руфом вніс законопроєкт про повернення Квінта Цецилія Метелла Нумідійського з вигнання. Але на нього наклав вето інший народний трибун Фурій. Виступав як суддя в суперечці Тита Клавдія Центумала та Публія Кальпурния Ланарія щодо проданого будинку.
Був прихильником та другом лідера оптиматів Луція Корнелія Сулли. Помер у 92 році до н. е., домагаючись посади претора.

## Родина
Дружина — Лівія Друза
Діти:
- Марк Порцій Катон Утицький, претор 54 року до н. е.
- Порція Катона Салоніана